# Juan Ignacio Zoido
Zoido  Álvarez est un nom espagnol. Le premier nom de famille, en général paternel, est Zoido ; le second, en général maternel, souvent omis, est Álvarez.
Juan Ignacio Zoido Álvarez, né le 21 janvier 1957 à Montellano, est un homme politique espagnol membre du Parti populaire (PP).
Il est maire de Séville entre 2011 et 2015. Élu député de la circonscription de Séville le 20 décembre 2015, il est nommé ministre de l'Intérieur le 4 novembre 2016 dans le deuxième gouvernement de Mariano Rajoy.

## Biographie

### Vie privée
Il perd son fils alors âgé de 17 ans dans un accident de voiture à Tolède en octobre 2003. En mars 2018, alors qu'il assiste à la chapelle ardente de Gabriel — enlevé puis tué dans la province d'Almería quelques jours plus tôt —, la mère de l'enfant lui remet la chemise que Gabriel portait une semaine avant sa disparition. Les personnes présentes lors de ce moment indique que le ministre n'a pu retenir ses larmes.

### Études de droit
Malgré le fait qu'il soit né dans la province de Séville, il commence ses études de droit en 1975 à l'université d'Almería. Il termine cependant son cursus à l'université de Séville quatre ans plus tard, après quoi il accomplit son service militaire obligatoire.

### Carrière dans la magistrature
En 1983, après avoir réussi les concours de la magistrature, il devient juge au tribunal à juge unique de district de Arrecife, sur Lanzarote, dans les îles Canaries. Au bout d'un an, il est muté au tribunal à juge unique de première instance et d'instruction d'Utrera, une ville moyenne du sud de la province de Séville.
Accédant en 1987 au grade de magistrat, il est nommé juge de première instance et d'instruction à San Cristóbal de La Laguna, sur Tenerife, encore une fois dans les Canaries. Il retrouve le continent la même année, à un poste de juge aux affaires familiales à Séville. En 1989, il obtient un poste de juge pénal.
Il est élu en 1992 doyen des juges de Séville et intègre la chambre d'administration du tribunal supérieur de justice d'Andalousie (TSJA).

### Passage par la haute administration
À la suite de l'arrivée au pouvoir du Parti populaire lors des élections législatives anticipées du 3 mars 1996, Juan Ignacio Zoido est nommé directeur général des Relations avec l'administration judiciaire du ministère de la Justice.
Le PP ayant conservé le pouvoir aux élections du 12 mars 2000, il est choisi le 12 mai suivant pour être délégué du gouvernement en Castille-La Manche. Le 7 septembre 2002, il prend la succession de José Torres Hurtado, tête de liste aux élections municipales du 25 mai 2003 à Grenade, en tant que délégué du gouvernement en Andalousie.

### Chef de l'opposition municipale
Il annonce en janvier 2004 qu'il n'a pas l'intention d'être candidat au Congrès des députés, au Sénat et au Parlement d'Andalousie, renouvelés simultanément le 14 mars suivant. Le 1er avril suivant, alors que le PP a perdu les élections générales et régionale, il devient secrétaire général du Parti populaire d'Andalousie (PP-A) dont Javier Arenas retrouve la présidence.
Il est investi en juin 2006 tête de liste pour les élections municipales du 27 mai 2007 à Séville, à la suite du refus de l'ancienne ministre de la Culture puis maire de la ville Soledad Becerril de se présenter à nouveau. Il est en tête en voix le jour du scrutin, totalisant 128 776 suffrages, soit 41,84 %. Il fait élire quinze conseillers, autant que le Parti socialiste ouvrier espagnol (PSOE) du maire sortant Alfredo Sánchez Monteseirín, qui s'associe avec la Gauche unie (IU) afin d'exercer un mandat supplémentaire. Zoido devient, pour sa part, porte-parole du groupe PP au conseil municipal.
Lors de l'élection régionale du 9 mars 2008, il est en plus élu député de la province de Séville au Parlement d'Andalousie. Il y préside tout d'abord la commission de la Justice et de l'Administration publique, puis la commission de la Culture à partir de mai 2010.

### Maire de Séville
À nouveau tête de liste aux élections municipales du 22 mai 2011, il remporte un succès net avec 166 040 voix en faveur de sa liste. Cela correspond à 49,3 % des suffrages et lui permet d'emporter 20 sièges sur 33 au conseil municipal. Seul le socialiste Manuel del Valle Arévalo, en 1983, était parvenu à obtenir une majorité absolue des sièges. Au mois de septembre suivant, il est élu président de la Fédération espagnole des villes et des provinces (FEMP), le socialiste Abel Caballero étant vice-président.
Dix mois plus tard, au cours de l'élection régionale du 25 mars 2012, il est réélu au Parlement andalou. Il est désigné président de la commission du statut du député et membre de la députation permanente. L'échec du parti lors de ce scrutin conduit au renoncement de son président Javier Arenas. Ainsi, le 13 juillet, Zoido est investi président du PP-A en obtenant le soutien de 96,7 % des suffrages exprimés. En conséquence, il démissionne de la FEMP dix jours plus tard, au profit du maire de Santander Íñigo de la Serna.
De plus en plus contesté, il décide finalement de renoncer à ses fonctions de président du PP-A en novembre 2013 et convoque un congrès extraordinaire en vue d'assurer son remplacement. Juan Manuel Moreno, secrétaire d'État à l'Égalité âgé de 43 ans, est élu pour lui succéder avec 98,5 % le 28 février 2014.

### Député puis ministre
Au cours des élections municipales du 24 mai 2015, il perd sa majorité absolue avec 12 conseillers municipaux sur les 31 à pourvoir. Il est remplacé le 13 juin par le socialiste Juan Espadas qu'il avait défait quatre ans plus tôt. Il postule alors au Congrès des députés lors des élections législatives du 20 décembre suivant dans la circonscription de Séville. Élu, il prend la présidence de la commission constitutionnelle. Après les élections législatives anticipées du 26 juin 2016, il est reconduit dans ses fonctions.
Le 4 novembre, Juan Ignacio Zoido est nommé à 59 ans ministre de l'Intérieur dans le second gouvernement minoritaire de Mariano Rajoy. Le 25 octobre 2017, il est réprouvé par le Congrès des députés pour sa gestion de l'accueil des réfugiés en Espagne.
Soutien inconditionnel de María Dolores de Cospedal et rival de Javier Arenas, il soutient la première dans le cadre du 19e congrès du Parti populaire. Après l'élimination de celle-ci, il intègre la liste de Pablo Casado et se fait élire membre du comité exécutif du PP. Le 26 juillet 2018, Casado le désigne président du comité électoral national en remplacement d'Alicia Sánchez-Camacho qui avait soutenu Soraya Sáenz de Santamaría.

### Candidat aux élections andalouses de 2018
Dans le cadre des élections andalouses de décembre 2018, il est choisi pour mener la liste dans la circonscription de Séville. Sa liste termine en quatrième position et remporte trois sièges sur les 18 en jeu. Il renonce à son siège pour maintenir celui de député national.